# 雷尼湖
雷尼湖（英語：Rainy Lake）是位於美國和加拿大邊境的湖泊，面積894平方公里（345平方公里）。
雷尼湖位於明尼蘇達州國際瀑布城的水力發電廠水壩附近，因此水位受當局監察。
雷尼湖是釣魚熱點，很多小島上都有釣魚休閒區和渡假屋，旅遊業是當地的主要經濟支柱。
48°38′13″N 93°01′53″W / 48.6369°N 93.0314°W